# تیم ملی والیبال زنان بلژیک
تیم ملی والیبال بانوان بلژیک تیم ملی والیبال بانوان کشور بلژیک است.

## نتایج

### مسابقات قهرمانی اروپا
- ۱۹۴۹ تا ۱۹۶۳—شرکت نداشت
- ۱۹۶۷—جایگاه ۱۴ام
- ۱۹۷۱—شرکت نداشت
- ۱۹۷۵—جایگاه ۱۲ام
- ۱۹۷۷—شرکت نداشت
- ۱۹۷۹—جایگاه ۱۲ام
- ۱۹۸۱ تا ۱۹۸۵—شرکت نداشت
- ۱۹۸۷—جایگاه ۱۲ام
- ۱۹۸۹ تا ۲۰۰۵—شرکت نداشت
- ۲۰۰۷—جایگاه ۷ام
- ۲۰۰۹—جایگاه ۱۱ام
- ۲۰۱۱ —شرکت نداشت
- ۲۰۱۳ —حضور داشت